# سیارک ۱۹۹۵
سیارک ۱۹۹۵ (به انگلیسی: 1995 Hajek، نامگذاری:1971UP1) هزار و نهصد و نود و پنجمین سیارک کشف شده‌است که در ۲۶ اکتبر ۱۹۷۱ کشف شد.
قدر مطلق سیارک برابر ۱۲٫۸۰ است.